# Bless the Child
 Bless the Child és una pel·lícula estatunidenca dirigida per Chuck Russell, estrenada el 2000.

## Argument
Tot comença quan Maggie O'Connor torna a veure la seva germana Jenna després que aquesta, convertida en toxicòmana, ha desaparegut completament de la circulació. Deixa el pis de Maggie abandonant la seva filla autista, Cody, de pocs dies.
Sis anys més tard, Jenna torna a la superfície amb el seu nou marit Eric Stark, líder espiritual de "l'Alba Nova", una associació que ajuda als joves toxicòmans, i educa Cody.
El clima és bastant tens, ja que els mesos precedents, molts nens de sis anys han estat trobats sense vida i sembla que l'Alba Nova, que resulta ser una secta, està a la llista de sospitosos.

## Repartiment
- Kim Basinger: Maggie O'Connor
- Jimmy Smits: l'agent John Travis
- Holliston Coleman: Cody O'Connor
- Rufus Sewell: Eric Stark
- Angela Bettis: Jenna O'Connor
- Christina Ricci: Cheri Post
- Michael Gaston: l'inspector Frank Bugatti
- Lumi Cavazos: germana Rosa
- Dimitra Arliss: Dahnya
- Eugene Lipinski: Stuart
- Anne Betancourt: Maria
- Ian Holm: el reverend Grissom
- Helen Stenborg: germana Joseph
- Vince Corazza: l'ajudant del reverend
- David Eisner: el doctor Ben

## Al voltant de la pel·lícula
- El rodatge va començar el 30 de juny de 1999 i s'ha desenvolupat a Burlington, Sarnia i Toronto, al Canadà.
- El pont on té lloc l'accident de Maggie és el Blue Water Bridge entre Sarnia, Ontario i Port Huron, Michigan. El darrer pla que representa Nova York ha estat afegit digitalment.
- A la catedral, quan els ciris s'encenen al mateix temps, es pot veure a la roba de Maggie un sistema de manxa per bufar les flames i que l'escena ha estat de fet rodada a l'inrevés.
- L'escena on Cheri Post (Christina Ricci) és morta, ha estat filmada en una estació de metro que no es fa servir de Toronto.

## Premis
- Nominació al premi al millor jove actor per a Holliston Coleman, per l'Acadèmia de cinema de ciència-ficció, fantàstic i terror el 2001.
- Premi al millor paper secundari femení en una pel·lícula de suspens per a Christina Ricci i nominació per al premi a la millor actriu en una pel·lícula de suspens per a Kim Basinger, en els Blockbuster Entertainment Awards el 2001.
- Nominació al premi a la pitjor actriu per a Kim Basinger, en els Premi Golden Raspberry el 2001.